# Teatr Powszechny w Łodzi
Teatr Powszechny w Łodzi – Polskie Centrum Komedii, łódzka scena dramatyczna o wyrazistym komediowym logo artystycznym. Od momentu powołania go do życia w 1945 roku mieści się w siedzibie przy ulicy Legionów 21. Teatr posiada dwie sceny: Dużą oraz działającą od 2012 roku Małą Scenę. Rocznie prezentuje ponad 400 przedstawień, średnio odwiedza go ponad 130 000 widzów rocznie (dane za 2019 rok). Jego obecny charakter, repertuar i oraz kształt realizowanych w nim projektów wywiedzione są z autorskiej koncepcji programowej dyrektor Ewy Pilawskiej opartej na zasadzie „Teatr Blisko Ludzi”.

## Historia teatru

### Początki
Scena przy dzisiejszej ulicy Legionów w Łodzi zaczęła działać pod szyldem Teatr Powszechny w maju 1945 roku. Wydział Kultury i Sztuki Urzędu Wojewódzkiego Łódzkiego powierzył wówczas stanowisko kierownika sceny przy ul. 11 Listopada (dawną Salą Śpiewaków) Mieczysławowi Stawskiemu.                                            
Działalność teatru zainaugurowała premiera sztuki Wsiewołoda Iwanowa „Partyzant" w reżyserii Kazimierza Wilamowskiego. Od lipca 1945 roku scena zmieniła nazwę na Teatr Powszechny TUR, czyli Towarzystwa Uniwersytetu Robotniczego, nie utrzymała jednak długo swojej samodzielności i od września tego samego roku Powszechny działał jak druga scena Teatru Wojska Polskiego przy ul. Cegielnianej (ob. ul. Jaracza). Usamodzielnił się dopiero w sezonie 1948/49 pod dyrekcją Karola Adwentowicza. Oblicze Powszechnego kształtowali kolejni jego dyrektorzy – przede wszystkim Jadwiga Chojnacka, Roman Sykała, Roman Kłosowski, Mirosław Szonert, Bohdan Cybulski, Maciej Korwin.
W czerwcu 1945 roku na afisz weszła komedia Gabrieli Zapolskiej „Panna Maliczewska”. Przy realizacji tej sztuki Teatr Powszechny skorzystał z pomocy artystycznej członków zespołu Teatru Wojska Polskiego. Reżyserami przedstawienia byli Stanisław Daczyński i Leonia Jabłońska, scenografem – Jan Rybkowski. W roli tytułowej wystąpiła Maria Zarębińska. 

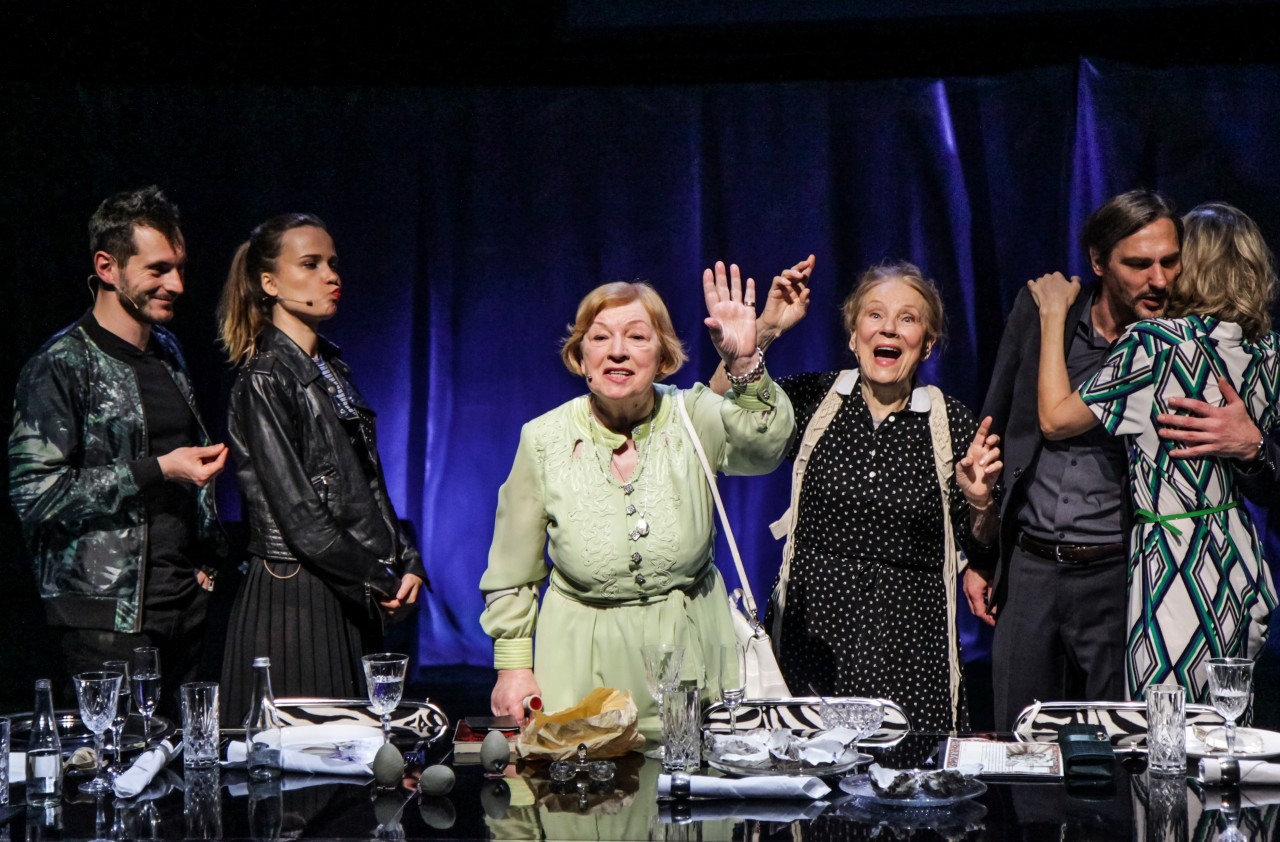
„Brancz” Juliusza Machulskiego w reż. Michała Siegoczyńskiego. Sztuka napisana specjalnie dla Polskiego Centrum Komedii.

Niedługo po pierwszym spektaklu została zawarta umowa na czas od 1 września 1945 roku do końca sezonu teatralnego 1945/1946 pomiędzy Głównym Zarządem Polityczno-Wychowawczym Wojska Polskiego i Wojewódzkim Zarządem Towarzystwa Uniwersytetu Robotniczego w Łodzi. W jej wyniku Teatr WP objął prowadzenie Powszechnego. Naczelnym dyrektorem został Władysław Krasnowiecki. Funkcję kierownika II sceny Teatru WP pełnił w dalszym ciągu Mieczysław Stawski, dyrektorem administracyjnym został Zygmunt Nowicki. Na inaugurację sezonu 1945/1946 w Teatrze Powszechnym przygotowano komedię Aleksandra Fredry „Pan Jowialski”. Było to przedstawienie jubileuszowe ku uczczeniu 65-lecia pracy scenicznej Marii Dąbrowskiej, zasłużonej aktorki Teatru Łódzkiego.                                                                                                   
U progu sezonu 1946/47 dyrekcję „koncernu” Teatru Wojska Polskiego obejmuje Leon Schiller. Wicedyrektorami Teatru Powszechnego są kolejno Mieczysław Stawski i Zygmunt Nowicki. Repertuar Powszechnego był ustalany w porozumieniu z dyrektorem Mieczysławem Stawskim, a przedkładany do zatwierdzenia Zarządowi Wojewódzkiemu TUR. Od tego momentu Teatr Powszechny realizował plany centrali przy ul. Jaracza 27. Taki układ pozbawił go samodzielności, a fuzja naraziła na problemy finansowe, o czym pisał M. Stawski w liście do Leona Schillera. Sytuacja ta jednak nie ugodziła w dobre imię Teatru. Publiczność nadal chętnie odwiedzała tę scenę.

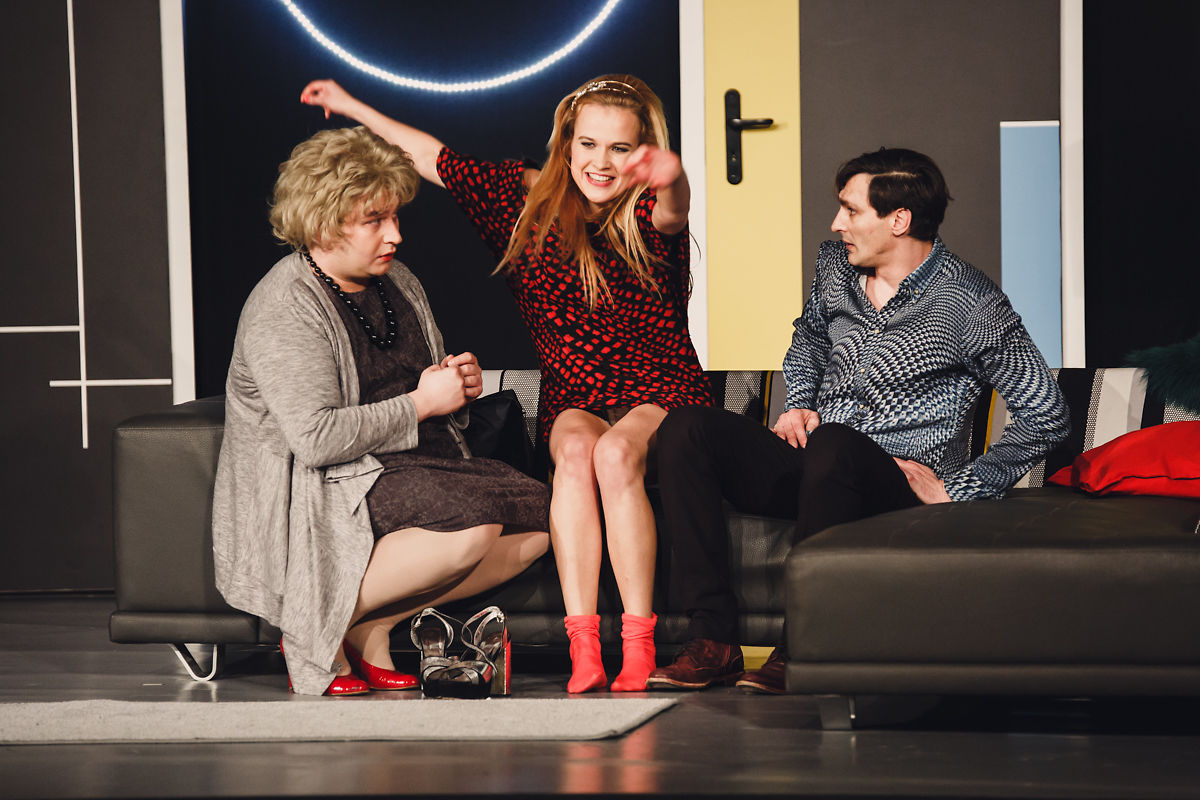
„Pomoc domowa” Marca Camolettiego w reż. Jakuba Przebindowskiego.

Na afiszu Teatru Powszechnego znalazły się dzieła najwybitniejszych twórców polskiej i obcej klasyki dramaturgicznej. Łódzki widz w krótkim czasie miał okazję zapoznać się z dziełami Franciszka Zabłockiego, Aleksandra Fredry, Józefa Blizińskiego, Bolesława Prusa, Włodzimierza Perzyńskiego i Tadeusza Rittnera, obok których znalazły się też inscenizacje utworów Moliera, Nikołaja Gogola, Georga Bernarda Shawa, Charlesa Dickensa, Marcela Pagnola i innych. Były wśród nich komedie niosące mądry uśmiech, ale również dramaty skłaniające widza do głębszej refleksji, dzieła podnoszące istotne kwestie społeczne i podejmujące próbę wnikliwej analizy ważkich problemów psychologicznych.

### Dyrekcja Karola Adwentowicza 1948-1950
W 1948 roku dyrektorem Teatru Powszechnego został Karol Adwentowicz. Jego wizja teatru zakładała jak najszersze upowszechnianie sztuki teatralnej. Chodziło mu – jak mówił jednemu z dziennikarzy – o „repertuar popularny w najlepszym tego słowa znaczeniu, repertuar zrozumiały, który powinien przyciągać do teatru szerokie masy, a jednocześnie o wysokiej wartości artystycznej”. Znaczącymi inscenizacjami w tym okresie działania Teatru Powszechnego były: „Lisie gniazdo” Liliany Hellman, „Moralność Pani Dulskiej” Gabrieli Zapolskiej, „Dwa teatry” Jerzego Szaniawskiego oraz kilka wybitnych kreacji aktorskich, które na trwale wpisały się w dzieje współczesnego teatru polskiego. Wielkie role wykreowane na scenie Teatru Powszechnego role to: Karola Adwentowicza – Horacy Giddens w „Lisim Gnieździe Liliany Helman, Dyrektor w „Dwóch teatrach” Jerzego Szaniawskiego, Kapitan Berseniew w „Przełomie” Borysa Ławreniewa, Profesor Sonnenbruch w „Niemcach” Leona Kruczkowskiego; Jadwiga Chojnacka – Dulska w „Moralności Pani Dulskiej” Gabrieli Zapolskiej oraz Ireny Eichlerówny – Ruth w „Niemcach”. W ostatnim z wymienionych spektakli po raz pierwszy po wojnie, w roli Franchette, zaprezentowała się łódzkiej publiczności Jadwiga Andrzejewska.

### Dyrekcja Jadwigi Chojnackiej 1951–1957

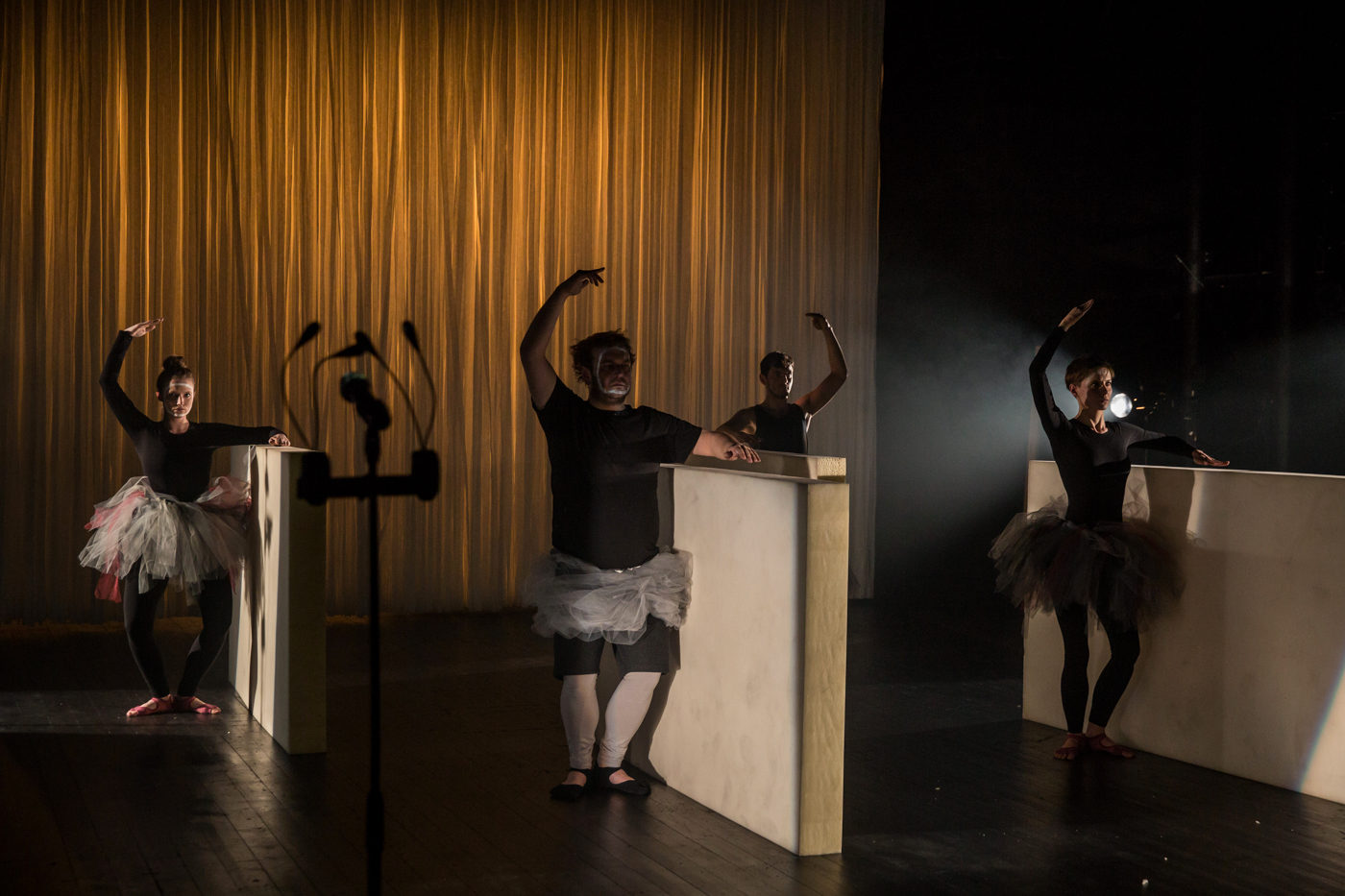
„Hannah Arendt: Ucieczka” w reż. Grzegorza Laszuka. Koprodukcja Teatru Powszechnego w Łodzi i Komuny Warszawa. Spektakl wyróżniony w rankingu „Najlepsze spektakle w 2018 r.” Anety Kyzioł w piśmie „Polityka”.

W 1950 roku Karol Adwentowicz przestaje pełnić funkcję dyrektora i kierownika artystycznego Teatru Powszechnego. Nowym dyrektorem zostaje Jadwiga Chojnacka. Dzięki przyjęciu zasady różnorodności widzowie Teatru Powszechnego zetknęli się po raz pierwszy ze sztuką Szekspira „Poskromienie złośnicy” i z polskim dramatem romantycznym „Mazepa” Juliusza Słowackiego, a także z takimi tytułami jak: „Chory z urojenia” Moliera, „Grzesznicy bez winy” Ostrowskiego, „Damy i huzary” Fredry, „Eugenia Grandet” Balzaka, „Intryga i miłość” Schillera, „Pigmalion” Shawa, „Śluby panieńskie” Fredry itd.
Jadwiga Chojnacka dostrzegła również konieczność teatralnej edukacji dzieci i młodzieży: Teatr Powszechny zaprosił do siebie najmłodszą publiczność na „Królową śniegu” Hansa Christiana Andersena. Chojnacka konsekwentnie zwracała również uwagę na rozwój i pracę „Teatru Młodego Widza", stanowiącego filię Teatru Powszechnego. Pod koniec dyrekcji Chojnackiej Powszechny odbył pierwsze swoje tourne zagraniczne, wystawiając w Jugosławii i Wiedniu.

### Dyrekcja Zbigniewa Koczanowicza 1957–1959
Lata 1957-1959 to okres dyrekcji Zbigniewa Koczanowicza. Na szczególną uwagę z tego okresu działalności Teatru zasługuje inscenizacja „Cyda” Stanisława Wyspiańskiego z Leonem Niemczykiem w roli głównej, „Pamiętnik Anny Frank” Francesa Goodricha i Alberta Hacetta oraz Maksyma Gorkiego „Jegor Bułyczow i inni” – i dwie znakomicie w tych sztukach zapisane role – Romany Kamińskiej kreującej postać Anny Frank ii Feliska Żukowskiego z wielkim powodzeniem wcielającego się w rolę Jegra Bułyczowa trwale wpisały się na listę uwieńczonych sukcesem przedsięwzięć tego teatru.

### Dyrekcja Stanisława Piotrowskiego 1959–1965 i Romana Sykały 1965–1972

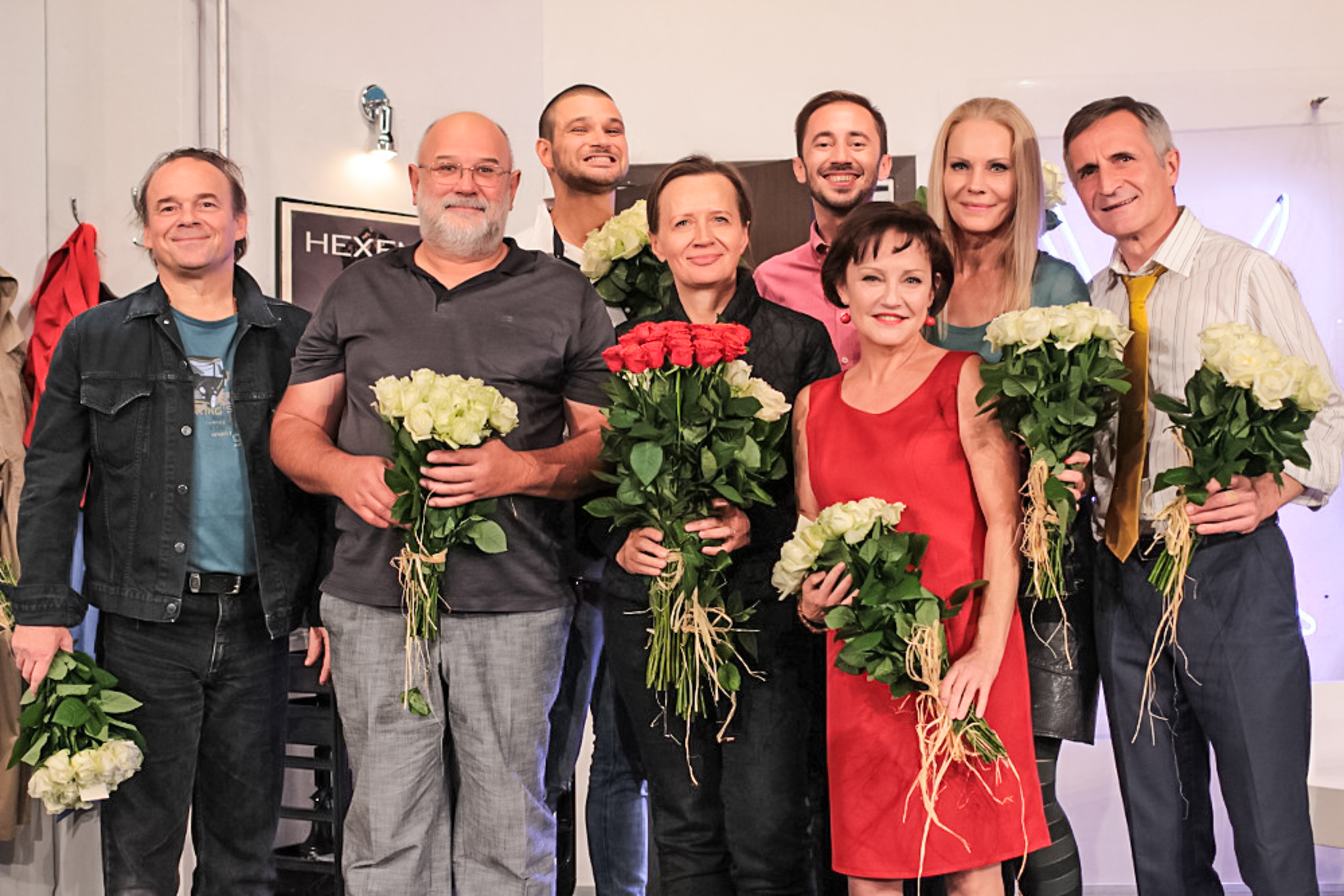
Jubileusz 20-lecia „Szalonych nożyczek”. Polska prapremiera sztuki odbyła się 29 marca 1999 r. w Teatrze Powszechnym w Łodzi.

Po Zbigniewie Koczanowiczu dyrekcję Teatru Powszechnego objął Stanisław Piotrowski, pozostając na tym stanowisku od roku 1959 do 1965 r. Stanowisko kierownika artystycznego objął Roman Sykała. W 1965 roku Roman Sykała przejął funkcję dyrektora i kierownika artystycznego. Dla Teatru Powszechnego rozpoczął się wtedy okres bardzo ważnych przedsięwzięć artystycznych. Sykała nie chciał bowiem ograniczyć teatru do roli wyłącznie rozrywkowej. Przyzwyczajał widownię do sztuk trudniejszych i bardziej refleksyjnych. Za jego dyrekcji na scenie Powszechnego wystawiane były również sztuki poruszające problematykę wychowania młodzieży oraz zagadnienia obyczajowe. Najważniejsze z nich to: „Przed maturą” Jose Andre Lecoura, „Mocne uderzenie” Tedda Willysa i „Pokój pełen dymu” Karola Obidniaka. Sykała zainteresował łodzian dramaturgią anglo-amerykańską, prezentując premiery „Tramwaju zwanego pożądaniem” Tennessee Williamsa i „Naszego miasta” Toronta Wildera oraz sztuki Arthura Millera pt. „Wszyscy moi synowie”. Wśród tytułów z najnowszej polskiej dramaturgii znalazły się między innymi inscenizacje sztuk Sławomira Mrożka („Tango”, „Czarowna noc”, „Karol”), Jerzego Lutosławskiego („Okulary”) oraz Marka Domańskiego („Ktoś nowy”). W gust publiczności o wyrobionym smaku trafiły inscenizacje „Fizyków” Durrenmatta czy „Tańca śmierci” Augusta Strinberga. Za dyrekcji Sykały Powszechny skupił się także na problematyce antywojennej, którą podejmował między innymi „Błękitny patrol” Willysa Halla, „Droga do Rzymu” Roberta Scherwooda i „Katki” Simona Wincelberga. Prawdziwym hitem Powszechnego w tym czasie okazał się jednak musical „My Fairy Lady” z brylującą w głównej roli Barbarą Połomską i Haliną Pawłowicz. Za czasów Sykały Teatr gościnne występy przed publicznością Czechosłowacji, Węgier, Jugosławii, a nawet Japonii przyniosły wiele satysfakcji łódzkim artystom. Teatr Sykały zapisał się w pamięci widzów jako wesoły, barwny i roztańczony, może nawet czasem rozbrykany i rozbuchany inscenizacyjnie, na pewno jednak operujący bogactwem form i środków wyrazu. Nie był to nigdy Teatr jednolity, o konsekwentnej linii repertuarowej i określonym stylu inscenizacyjnym.

### Dyrekcja Ryszarda Sobolewskiego 1972–1975
Po okresie dyrekcji Romana Sykały przed trudnym zadaniem stanął Ryszard Sobolewski, obejmując stanowisko dyrektora w samym końcu sezonu 1971/1972. Sformułował on swój program artystyczny 5 czerwca 1972 roku w czasie konferencji prasowej poświęconej omówieniu założeń programowych na najbliższy sezon. Sobolewski chciał „teatru aktora”. Takiemu modelowi sceny odpowiadał repertuar umożliwiający nawiązanie kontaktu z widzem bezpośrednio, poprzez semantykę i ekspresję słowa i gestu.
Zatem po okresie zdecydowanego prymatu widowiskowego „teatru inscenizowanego” (obfitującego w efektowne i barwne wypowiedzi sceniczne) Powszechny miał zwrócić się ku tekstowi, ku kształtowaniu aktorskiego rzemiosła. Na afiszu teatru w tym czasie znalazły się sztuki: „Ich czworo” Gabrieli Zapolskiej, „Koka na rozpalonym blaszanym dachu” Tennessee Williama, „Pożądanie w cieniu wiatru” Eugena O’Neilla i „Niecne sprawki” Rogera Vaillanda. Sporo miejsca zajęła również dramaturgia polska: „Klik-klak” Abramowa, „Wkrótce nadejdą bracia” Janusza Krasińskiego. Wielkimi nazwiskami (Antoniego Czechowa, Izaaka Babla, Bertolta Brechta) zaznaczyła się obecność dramaturgii obcej. Nie zabrakło także pozycji sensu stricto rozrywkowej, którymi były sztuki Aleksandra Fredry („Wielki człowiek do małych interesów”), Francisa Durbridge’a („Miłość jest złym doradcą”), Aloisa i Vilema Mrstików („Dziewczyna na sprzedaż”).

### Dyrekcja Romana Kłosowskiego 1976–1981
W drugiej połowie lat 70. dyrektorem i kierownikiem artystycznym zostaje Roman Kłosowski. W okresie jego dyrekcji można wyróżnić trzy widoczne tendencje artystyczne. Pierwsza – „teatr tematu współczesnego”; druga - „teatr aktora”; trzecia - „ufilmowienie” reżyserii teatralnej. „Teatr tematu współczesnego” był w istocie teatrem problemów uniwersalnych. Na scenie znalazły się wówczas sztuki o ponadczasowej wymowie ideowej. Najistotniejszym w owym czasie kompleksem zagadnień był problem ideowości jednostki. Tę problematykę podejmowały inscenizacje „Turonia” Stefana Żeromskiego, „Zmartwychwstanie” Lwa Tołstoja oraz sztuki „Zapomnieć o Herostratesie” Grigorija Gorina i „Montserrat” Emanuela Roblesa. W centrum zainteresowań znalazł się człowiek jako istota broniąca prawa do zachowania własnej indywidualności i zagadnienia jej miejsca w społeczeństwie. „Lot nad kukułczym gniazdem” Keseya-Wassermanna i „Kopciuch” Janusza Głowackiego były tego przykładem. Uzupełnieniem tej linii oraz obrazem następnej tendencji był teatr aktora. Miał on charakter dwojaki. Nastawiony był na promocję młodych oraz akcentowanie kreacjonizmu aktorskiego. Z kolei „ufilmowienie” reżyserii polegało na wprowadzeniu do teatru reżyserów filmowych, którzy mieli uaktywnić aktorów i zredukować teatralizację.

### Teatr Powszechny w Łodzi w latach 1981–1995
W 1981 roku nowym dyrektorem Teatru Powszechnego zostaje Mirosław Szonert. Pierwszą premierą za jego kadencji była adaptacja „Zbrodni i kary” Dostojewskiego, kolejną „Król IV” Stanisława Grochowiaka. Przełomowym jednak momentem dla teatru było wystawienie „Wesela” w reżyserii Macieja Zenona Borowicza. Teatr pokazał przedstawienie intrygujące i godne zainteresowania, zawierające w sobie wiele artystycznych propozycji godnych dyskusji. Na początku sezonu 1982/1983 miała miejsce premiera „Szewców” Witkacego. Pod koniec lutego 1983 odbyła się w Teatrze Powszechnym kolejna premiera o dużym gatunkowym ciężarze – „Krakowiacy i Górale” Bogusławskiego, a następnie „Iwona księżniczka Burgunda” Gombrowicza. Z kolej czwarty sezon Mieczysława Szonerta przyniósł premiery: „Jana Karola Macieja Wścieklicy” Witkacego, „Kartoteki” Tadeusza Różewicza i
W tym okresie działalności Teatru Powszechnego głównym nurtem repertuarowym była polska dramaturgia, co wiązało się z wolą uczestnictwa w narodowej debacie o stanie świadomości społecznej i ideowej ówczesnych Polaków. W latach 1985–1991 dyrektorem Powszechnego był Bogdan Pawłowski. Bohdan Cybulski pełnił rolę dyrektora Teatru Powszechnego w Łodzi w latach 1990/91. W latach 1991–1995 - przez ponad 3 sezony artystyczne - rolę dyrektora Teatru Powszechnego w Łodzi pełnił Maciej Korwina.

### Dyrekcja Ewy Pilawskiej od 1995
Ewa Pilawska – od 13 października 1995 roku dyrektor Teatru Powszechnego w Łodzi, twórczyni i dyrektor artystyczny Międzynarodowego Festiwalu Sztuk Przyjemnych i Nieprzyjemnych. Dzięki jej staraniom w październiku 2013 roku uruchomiana została Mała Scena Teatru Powszechnego w Łodzi, o którą Teatr zabiegał przeszło 60 lat.

#### Teatr Powszechny w Łodzi – Teatr blisko ludzi
Polskie Centrum Komedii i konkurs "Komediopisanie"

Celem realizowanego w Teatrze Powszechnym w Łodzi projektu jest stworzenie możliwości rozwoju współczesnej polskiej komedii w jak najszerszym jej spektrum oraz wypracowanie nowoczesnego języka gatunku. Projekt skrojony jest kompleksowo: od przeprowadzenia konkursu na tekst komediowy, konfrontacji warsztatowych różnych technik dramatopisarskich, poprzez promocję nowoczesnego spojrzenia na komedię oraz prezentację wyników pierwszych konfrontacji w formie prapremier wyłonionych przez autorytety w dziedzinie komedii tekstów.
Międzynarodowy Festiwal Sztuk Przyjemnych i Nieprzyjemnych

Teatr Powszechny w Łodzi od 1994 jest również organizatorem Międzynarodowego Festiwalu Sztuk Przyjemnych i Nieprzyjemnych.
Dziecko w sytuacji

Teatr realizuje m.in. autorski cykl spektakli z warsztatami i lekcjami dla dzieci i młodzieży „Dziecko w sytuacji”. Celem projektu jest zwrócenie uwagi na trudną sytuację dzieci i młodzieży, których los stawia wobec życiowych wyzwań. Do 2021 roku Teatr Powszechny w Łodzi zrealizował dziesięć spektakli w cyklu: „Niezwykły dom Pana A., czyli skradzione dźwięki", „Mój tata chce latać jak ptak", „Oczy nieba", „Ony", „Impreza",„Dziewczyna jak ta", „Siedemnaście", „Dotknąć pustki", „Janek, król przeprowadzek" i „#Otagowani”. Wszystkim spektaklom towarzyszą warsztaty i spotkania, których celem jest rozwijanie wrażliwości dzieci i młodych ludzi, a także przedstawienie, w sposób przystępny dla najmłodszych oraz młodych ludzi, spraw ważnych, istotnych, często trudnych i wpływających na kształtowanie się tożsamości dorastającego człowieka.
Teatr dla niewidomych i słabo widzących

„Teatr dla niewidomych i słabo widzących” zainaugurowany został w 2005 roku wspólnie z łódzkim Okręgiem Polskiego Związku Niewidomych (we współpracy Teresą Wrzesińską). Od listopada 2005 roku zrealizowanych zostało 67 premier w ramach cyklu. Pismo „Pochodnia” (miesięcznik społeczny Związku Niewidomych) wskazał, że Teatr dla niewidomych i słabo widzących jest jedyną tego typu formą teatralną uprawianą w Polsce.
Każda premiera w ramach "Teatru dla niewidomych i słabo widzących" to inscenizacja nowego tekstu - dotychczas niewystawianego na scenie Teatru Powszechnego w Łodzi.
W realizacji projektu Teatr współpracuje z Polskim Związkiem Niewidomych oraz z Łódzką Szkołą dla Słabo Widzących i Niewidomych „na Dziewanny”. Wszystkim prezentacjom w ramach cyklu towarzyszą programy teatralne, które dzięki współpracy i pomocy Biblioteki Niewidomych przygotowywane są w wersji napisanej alfabetem Braille’a.
Spektakle dla studentów, emerytów i bezrobotnych

W repertuarze Teatru Powszechnego znajdują się „Spektakle dla bezrobotnych", „Spektakle dla emerytów" oraz „Spektakle dla studentów". W każdym miesiącu pojawiają się tytuły, na które dostępne są bilety na preferencyjnych warunkach.

### Dyrektorzy

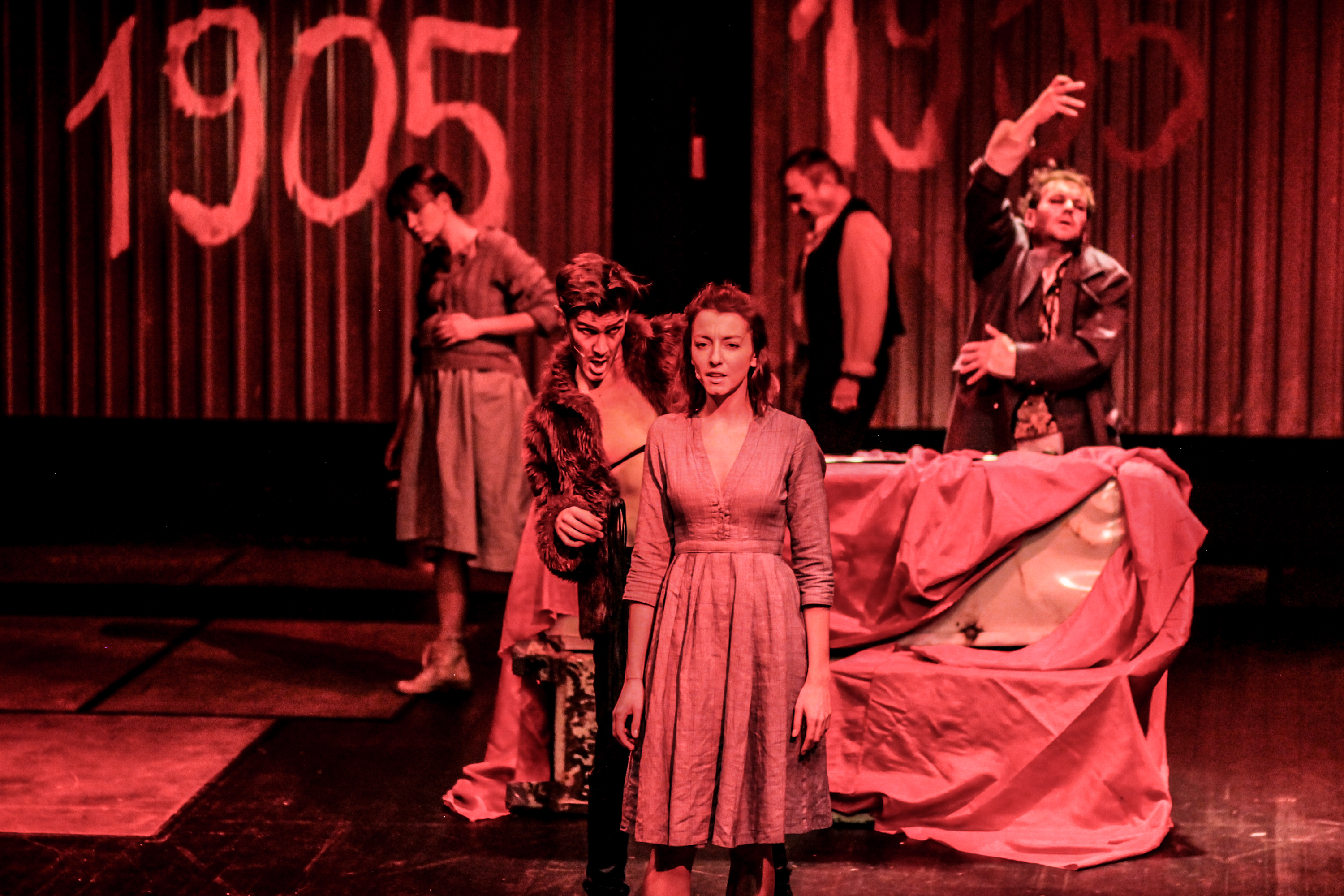
„Tango Łódź” Radosława Paczochy w reż. Adama Orzechowskiego. Zwycięzca Plebiscytu Publiczności XXII edycji Międzynarodowego Festiwalu Sztuk Przyjemnych i Nieprzyjemnych.

- Karol Adwentowicz 1948–1950
- Jadwiga Chojnacka 1951–1957
- Zbigniew Koczanowicz 1957–1959
- Stanisław Piotrowski 1959–1965
- Roman Sykała 1965–1972
- Ryszard Sobolewski 1972–1975
- Roman Kłosowski 1976–1981
- Mirosław Szonert 1981–1985
- Bogdan Piotrowski 1985–1991
- Bohdan Cybulski 1990–1991
- Maciej Korwin 1991–1995
- Ewa Pilawska od 1995

## Zespół artystyczny

### Aktorzy
skład w sezonie 2020/2021

- Małgorzata Goździk
- Magdalena Dratkiewicz
- Janusz German
- Marta Górecka
- Mirosław Henke
- Filip Jacak
- Andrzej Jakubas
- Marta Jarczewska
- Monika Kępka
- Jakub Kotyński
- Diana Krupa
- Karolina Krawczyńska
- Jakub Kryształ
- Michał Lacheta
- Barbara Lauks
- Piotr Lauks
- Karolina Łukaszewicz
- Artur Majewski
- Adam Marjański
- Paulina Nadel
- Zofia Plewińska
- Barbara Połomska
- Jan Wojciech Poradowski
- Ewa Sonnenburg
- Marek Ślosarski
- Barbara Szcześniak
- Arkadiusz Wójcik
- Magda Zając-Zawadzka
- Artur Zawadzki
- Beata Ziejka
- Zuzanna Zielińska

Kierownik literacki: Anna Maria Dolińska

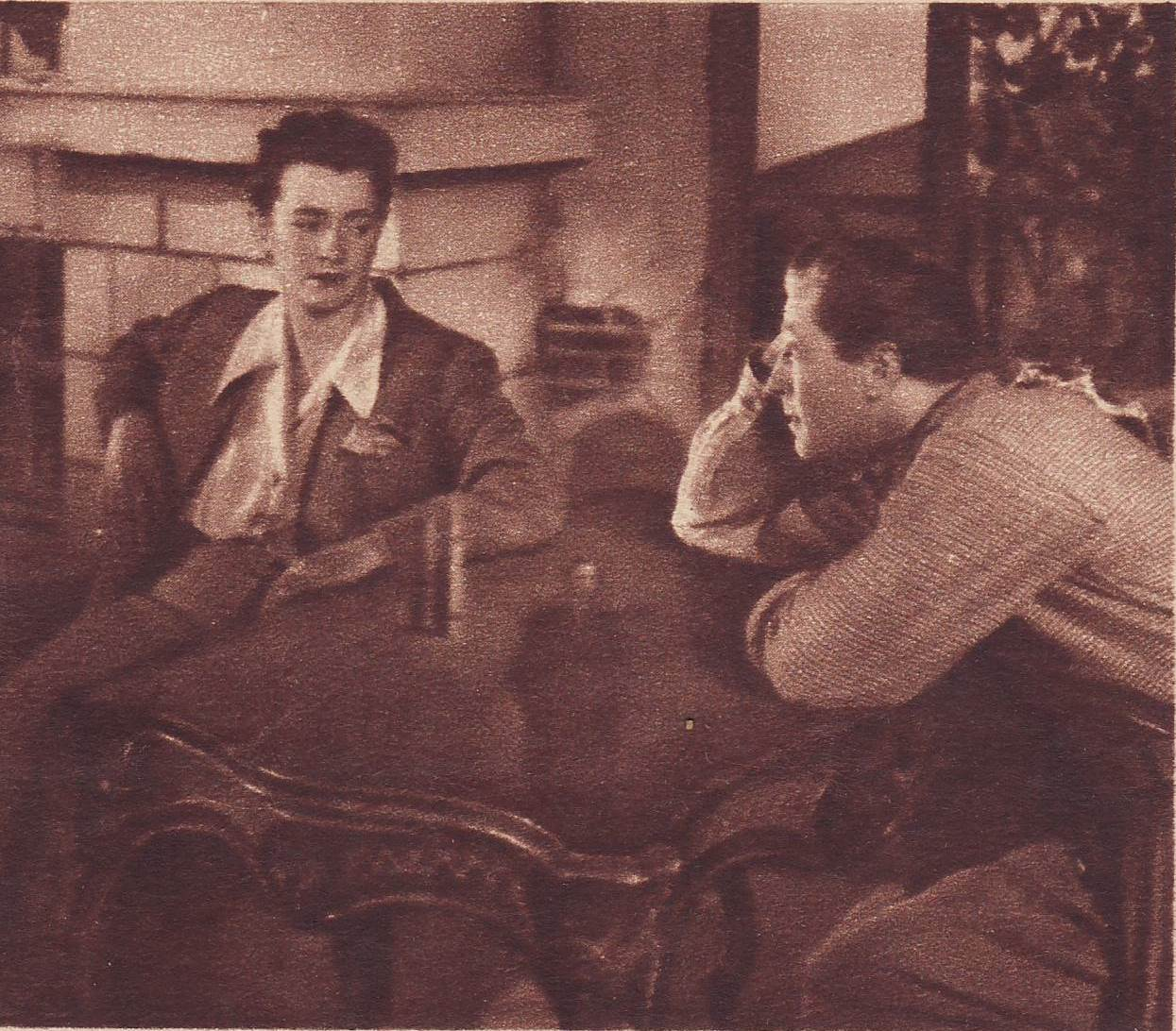
Władysława Nawrocka, Jan Świderski w sztuce Stary dworek Adama Ważyka. Teatr Powszechny TUR

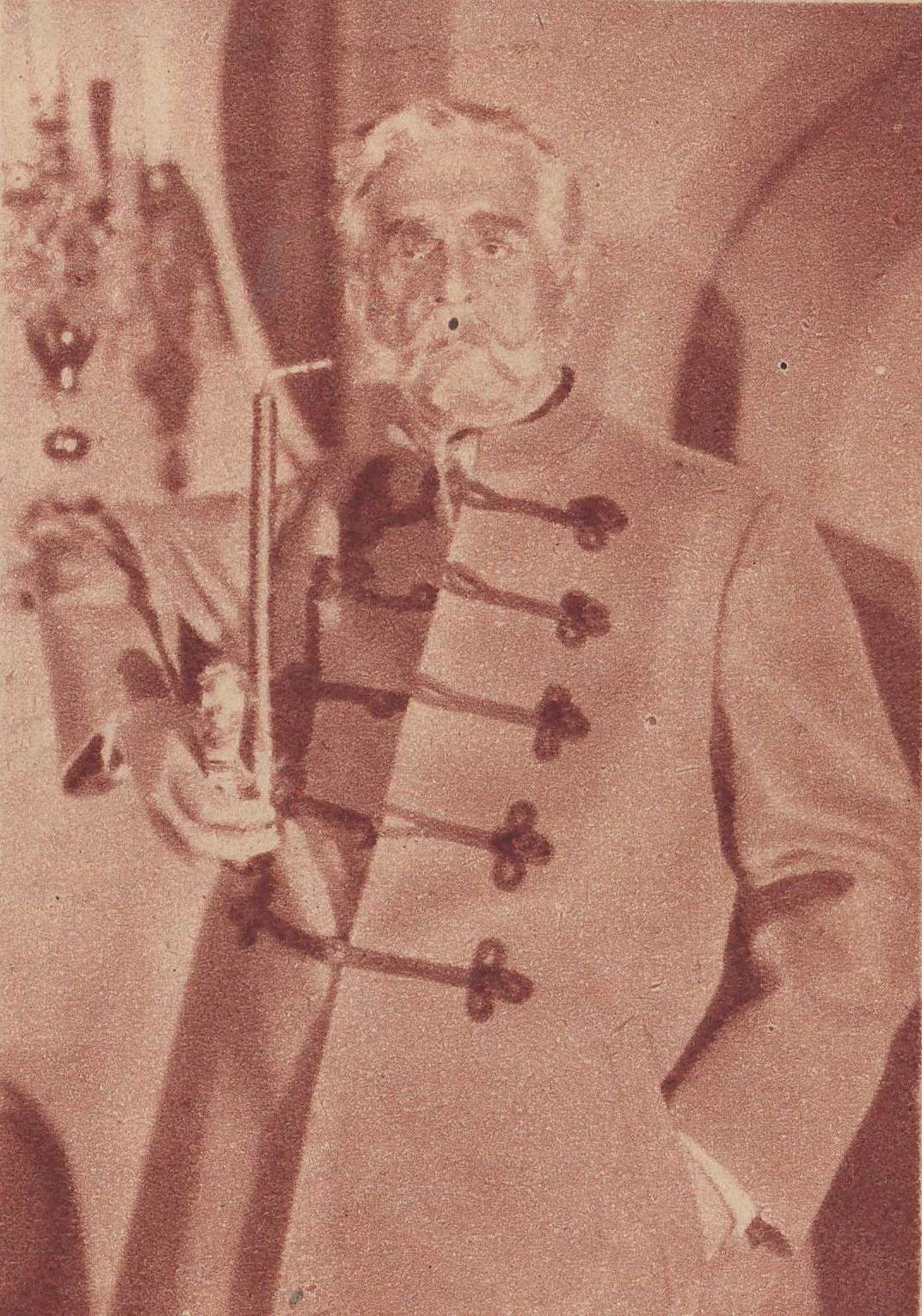
Aleksander Zelwerowicz w sztuce Pan Damazy Józef Franciszek BlizińskiJózefa Blizińskiego. Teatr Powszechny TUR

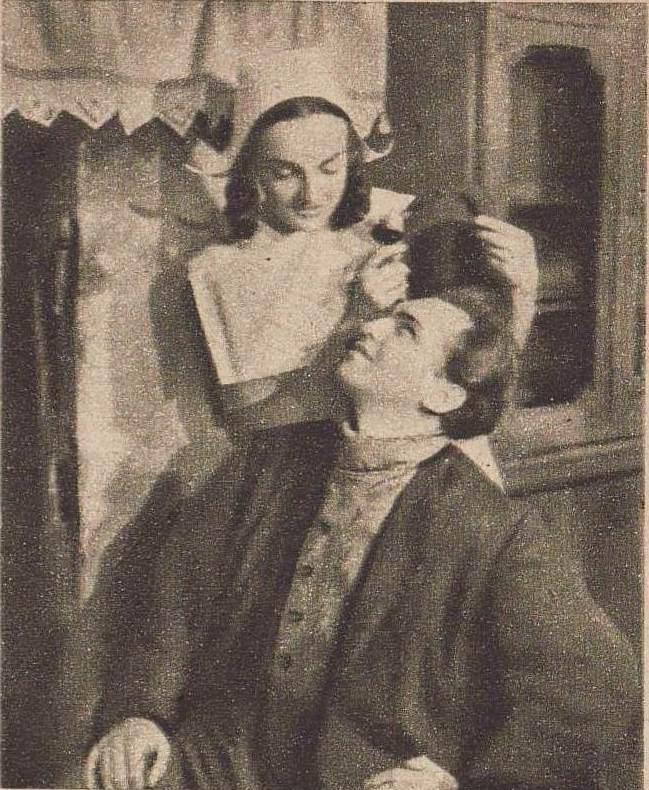
Antoni Żuliński i Tamara Pasławska w sztuce Nadzieja Hermana Heijermansa, Teatr Powszechny, 1948

Inspicjent, sufler: Małgorzata Urzędowska, Izabela Papierska